# Sartakeh
Sartakeh (persiska: سرتکه, Sār Tekeh) är en ort i Iran.   Den ligger i provinsen Västazarbaijan, i den nordvästra delen av landet, 500 km väster om huvudstaden Teheran. Sartakeh ligger 1 324 meter över havet och antalet invånare är 304.
Terrängen runt Sartakeh är huvudsakligen kuperad, men österut är den bergig. Runt Sartakeh är det ganska tätbefolkat, med 80 invånare per kvadratkilometer. Närmaste större samhälle är Sīser, 6,8 km sydost om Sartakeh. Trakten runt Sartakeh består till största delen av jordbruksmark.